# Тёмкин, Лев Александрович
Лев Александрович Тёмкин (19 июня 1940, Алма-Ата — 9 февраля 1993, Алма-Ата) — советский и казахстанский актёр театра и кино. Народный артист Казахской ССР (1987).

## Биография
Родился в 1940 году в Алма-Ате.
Служил в театре Тихоокеанского флота во Владивостоке и Ижевском драматическом театре. В 1963 году — на сцене Калужского драмтеатра.
В 1968—1974 годы — актёр Красноярского драматического театра им. А. С. Пушкина. Также был актёром Алма-Атинского Театра юного зрителя.
С середины 1970-х — на сцене Казахского государственного академического театра русской драмы имени М. Ю. Лермонтова.
Сыграл десять ролей в кино, включая фильмы Лаврентия Сона («Дополнительные вопросы»), Амангельды Тажбаева («Последний переход»), Роберта Глиньского («То, что важнее всего»).
Жена Татьяна Борисовна. Дочь — актриса Анастасия Тёмкина (род. 13 ноября 1978).
Скончался после тяжёлой и продолжительной болезни.